# Z for Zachariah
Z for Zachariah é um romance de ficção científica pós-apocalíptico escrito por Robert C. O'Brien (pseudônimo de Robert Leslie Conly - 1918-1973), publicado postumamente em 1974. O'Brien morreu em 1973 e o livro foi finalizado com a ajuda de sua esposa, Sally Conly, e de sua a filha, Jane Leslie Conly. A conclusão do livro foi possível graças as anotações gerais de todas as fases do romance que O'Brien mantinha.
A obra recebeu o "Prêmio de Honra" do "Jane Addams Children's Book Award" de 1976 e o "Edgar Allan Poe Awards", na categoria juvenil para "Melhor Ficção de Mistério", também do ano de 1976.

## Enredo
Ann Burden é uma adolescente que acredita ser a última sobrevivente de uma guerra nuclear. Desde o desaparecimento de sua família em uma expedição de busca, ela vive sozinha em sua fazenda em um pequeno vale protegido do envenenamento por radiação. Um ano após a guerra, um estranho em um traje à prova de radiação se aproxima de seu vale. Com medo de ser perigoso, Ann se esconde em uma caverna e não avisa o homem quando ele se banha por engano em um riacho radioativo. Quando ele adoece, seu medo de ficar sozinha para sempre a leva a se revelar para ajudá-lo. Ela descobre que o estranho é John Loomis, um químico que ajudou a projetar um protótipo de "traje seguro" à prova de radiação em um laboratório subterrâneo perto de Ithaca, Nova York . Ann o muda para sua casa e tem a fantasia de eventualmente se casar com ele.
Loomis começa a delirar, com flashbacks traumáticos do laboratório subterrâneo. Ele conta como atirou em seu colega de trabalho, Edward, que tentou pegar o cofre para encontrar sua família. Embora preocupada com esta revelação, Ann cuida dele durante sua doença e mantém em segredo seu conhecimento da morte de Edward. Enquanto Loomis se recupera, Ann fica surpresa quando ele a proíbe de tocar no cofre e começa a lhe dar ordens sobre como cultivar e administrar recursos. Sua explicação de que eles têm que planejar "como se este vale fosse o mundo inteiro e estivéssemos começando uma colônia" a deixa inquieta. Sua inquietação aumenta quando ela pergunta se ele já foi casado, e ele agarra sua mão com força, repreendendo-a quando ela acidentalmente o acerta enquanto tentava recuperar o equilíbrio. Uma noite, logo depois, ela acorda para ouvir Loomis em seu quarto. Quando ele tenta estuprá-la, ela foge para a caverna novamente.
Mais tarde, Ann se aproxima de Loomis e propõe compartilhar o vale e os trabalhos agrícolas, mas morando separados. Ele demonstra surpresa quando ela diz que não vai mais morar com ele e pergunta o motivo, como se ele não tivesse ideia. Ann lembra que ele agiu da mesma forma depois de agarrar a mão dela, "como se nada tivesse acontecido, ou como se ele tivesse esquecido", ela se recusa a justificar sua escolha para ele, para dizer a ele onde ela está morando, ou voltar a morar com ele. Loomis responde que não tem escolha a não ser aceitar sua proposta, embora ele espere que ela reconsidere e "aja mais como uma adulta e menos como uma colegial". Embora o arranjo seja "antinatural e desconfortável" e Ann se preocupe em sobreviver ao inverno, ela se mantém firme em sua decisão e deseja que Loomis nunca tivesse vindo. Loomis tranca a loja, cortando seus suprimentos. Quando ela se aproxima dele para pegar a chave, Loomis atira no tornozelo dela. Ann foge, percebendo que ele não atirou para matar, apenas para coxá-la e torná-la fácil de ser capturada. Loomis usa seu cachorro, Faro, para rastreá-la até a caverna, onde ele queima seus pertences, embora Ann escape. A ferida no tornozelo de Ann infecciona. Enquanto ela se recupera, ela tem sonhos febris de outro vale, onde as crianças esperam por ela para ensiná-los. Ann passa a acreditar que os sonhos podem ser verdadeiros e Loomis é louco, então ela planeja roubar o cofre e encontrar o vale dos seus sonhos. Além disso, ela decide matar Faro para evitar que Loomis a rastreie, embora mais tarde ela seja incapaz de fazê-lo. No entanto, Faro é fatalmente envenenado, nadando através do riacho morto até ela.
Ann finalmente segue seu plano. Ela atrai Loomis para fora de casa com um bilhete oferecendo para falar se ele a encontrar desarmada, então rouba o cofre e espera a chegada de Loomis. Quando ele o faz, ela revela seu conhecimento do assassinato de Edward, o que choca Loomis o suficiente para impedi-lo de atirar nela. Ele implora que ela não o deixe sozinho. Ann diz a ele que enviará pessoas para ele se encontrar alguma, e vai embora. A última ação de Loomis é gritar que uma vez viu pássaros circulando a oeste. Ann caminha para oeste na zona irradiada, na esperança de ver um horizonte verde.

## Personagens
São apenas três personagens principais:
- Ann Burden, a protagonista, é uma garota de 16 anos cheia de recursos que mantém um diário, narrando seus esforços para sobreviver após um conflito nuclear mundial. Sua personalidade determinada a ajuda a sobreviver sozinha, por mais de um ano, em um pequeno vale que, incrivelmente, ficou intocado pela radiação que devastou o mundo exterior. Ann é muito autossuficiente, cultivando todos os alimentos de que precisa para sobreviver. Ela é cautelosa e temerosa por sua sobrevivência, mas ainda tem força de vontade e se preocupa com todos os acontecimentos traumatizantes do romance. Ela sabe que, neste mundo distópico, precisa usar sua confiança com sabedoria.
- O Sr. Loomis (John) entra no romance quando chega ao vale, sem saber que Ann estava lá. Ele é o criador do traje à prova de radiação e está obsessivamente apegado à sua criação. No final do romance ele tem uma personalidade muito cruel, e ele assassinou o homem com quem ficou preso após a guerra nuclear, porque o outro homem (Edward) queria usar o traje para chegar até sua família, enquanto o Sr. Loomis estava farto de tentar convencer Edward de que todos fora de seu laboratório estavam mortos. No final, o Sr. Loomis matou Edward e ele pegou o traje para si, na esperança de encontrar um lugar para morar enquanto explorava do lado de fora, com a segurança do terno. Sua exploração o levou ao vale de Ann.
- Faro é o cão leal do irmão de Ann, e ele desapareceu depois que David deixou o vale, mas ele retorna depois de um ano inteiro (Ann presumiu que ele também estava morto), em péssimas condições. No final do romance, o Sr. Loomis usa Faro em uma tentativa de perseguir Ann usando as habilidades de rastreamento de Faro. Ann eventualmente decide matar Faro, pois ela nunca será capaz de se esconder enquanto Loomis o tiver sob seu controle.

## Adaptações
Duas obras foram produzidas usando como base em seus roteiros o livro "Z for Zachariah":
- Um das histórias contadas na série televisiva britânica Play for Today (1970-1984);[6]
- O filme Os Últimos na Terra, lançado em 2015.[7]